# Нік Дасович
Нік Роберт Дасович (англ. Nick Dasovic; нар. 5 грудня 1968, Ванкувер, Канада) — канадський футболіст хорватського походження, півзахисник, відомий за виступами за «Сент-Джонстон», «Ванкувер Вайткепс» і збірну Канади. Після завершення ігрової кар'єри займається тренерською діяльністю.

## Клубна кар'єра
Дасович почав свою професійну кар'єру в 1989 році, повернувшись на історичну батьківщину, де грав за загребське «Динамо». У 1994 році він повернувся в Канаду, де кілька сезонів відіграв за «Монреаль Імпакт» та «Ванкувер 86». У 1996 році Нік знову переїхав до Європи, виступаючи за клуб французької Ліги 3 «Стад Бріохін» і шведський «Треллеборг».
У 1997 році він перейшов в шотландський «Сент-Джонстон». У своєму дебютному сезоні Нік допоміг клубу вийти в шотландську Прем'єр лігу. У 1998 році Дасович допоміг «Сент-Джонстону» вийти у фінал Кубка Шотландії, де незважаючи на гол забитий Ніком його команда поступилася «Рейнджерс». У Шотландії він відіграв п'ять сезонів, провівши за клуб понад 150 матчів у всіх турнірах.
У 2002 році Нік повернувся на батьківщину, підписавши контракт з «Ванкувер Вайткепс». У 2005 році він завершив кар'єру гравця, і став асистентом тренера в «Ванкувері».

## Міжнародна кар'єра
2 квітня 1992 року в товариському матчі проти збірної Китаю Дасович дебютував у збірній Канади. У 1993 році Нік взяв участь у розіграші Золотого кубка КОНКАКАФ. На турнірі він зіграв у матчах проти Коста-Рики і Мексики. У поєдинку проти коста-риканців Дасович забив свій перший гол за національну команду.
У 2000 році Нік став переможцем розіграшу Золотого кубка КОНКАКАФ. На турнірі він зіграв у матчах проти команд Коста-Рики, Південної Кореї, Мексики, Тринідаду і Тобаго і Колумбії.
У 2001 році Дасович взяв участь в Кубку Конфедерацій в Японії і Південній Кореї. На турнірі він зіграв у матчах проти Камеруну і Бразилії.
У 2002 році Нік завоював бронзові медалі Золотого кубка КОНКАКАФ. На турнірі він зіграв у матчах проти Південної Кореї, Гаїті, Еквадору і США.
У 2003 році Нік в четвертий раз взяв участь в Золотому кубку КОНКАКАФ. На турнірі він зіграв у матчах проти збірних Коста-Рики і Куби.

### Голи за збірну Канади
| #   | Дата           | Місце                                   | Противник  | Рахунок | Результат | Змагання                    |
| --- | -------------- | --------------------------------------- | ---------- | ------- | --------- | --------------------------- |
| 01. | 11 липня 1993  | Ацтека, Мехіко, Мексика                 | Коста-Рики | 1:0     | 1:1       | Золотий кубок КОНКАКАФ 1993 |
| 02. | 13 жовтня 1996 | Стадіон Співдружності, Едмонтон, Канада | Куба       | 2:0     | 2:0       | Кваліфікація до ЧС-1998     |

## Досягнення

### Міжнародні
Канада
- Золотий кубок КОНКАКАФ: 2000
- Бронзовий призер Золотого кубка КОНКАКАФ: 2002

### Індивідуальні
- Канадська футбольна Зала Слави: 2011